# Pedro Cieza de León
Pedro Cieza de León (Llerena, Espanha aprox. 1520 - Sevilha, Espanha, 1554) foi um conquistador espanhol e cronista do Peru. Ele é conhecido principalmente por sua história e descrição do Peru, Crónicas del Perú. Escreveu este livro em quatro partes, mas apenas a primeira foi publicada durante sua vida; as seções restantes não foram publicados até os séculos XIX e XX.

## Início da vida
Cieza de León nasceu em uma família de judeus conversos por volta de 1520 em Llerena, uma cidade no sudeste da Extremadura, a menos de 60 milhas de Portugal. Embora recentemente convertido do judaísmo ao catolicismo, da família gozava de boa posição social na região, graças às suas redes e transações comerciais.
Seu pai, Lope de León, foi um lojista na cidade, e sua mãe, Leonor de Cazalla, era nativa de Llerena. Existem poucas provas documentais da infância do jovem Cieza de León, e pouco se sabe de sua vida antes de sua viagem para as Américas. Dado o fato de que ele saiu de casa aos treze anos de idade, é duvidoso que Cieza de León tenah recebico mais do que uma educação rudimentar.
Em 1536, enquanto em Córdoba, por volta dos 16 anos de idade, Cieza de León ficou muito surpreso ao saber da descoberta da terra dos Incas, e por isso decidiu ir a Sevilha para embarcar em sua viagem à América do Sul, para ver por si mesmo os artifatos de metais preciosos que tinham sido trazidos para a Espanha de Cajamarca.
À luz da proibição de entrada nas colônias espanholas para judeus e judeus convertidos ao catolicismo, Alonso López e Luis de Torres atestaram para Cieza de León que ele não era um dos proibidos. O converso judeu Pedro López de Cazalla, secretário do conquistador espanhol Francisco Pizarro, conquistador do Império Inca, também era seu primo.

## Na América do Sul

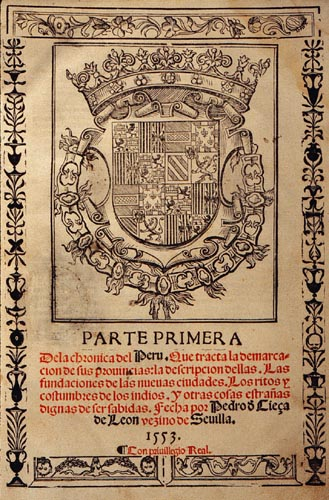
Primeira parte das Crónicas del Perú

Cieza de León participou de várias expedições e ajudou a fundar uma série de cidades. Esaas atividades incluem as seguintes:
- 1536 e 1537: Expedição a San Sebastián de Buenavista e Urute com Alonso de Cáceres.
- 1539: Fundação de San Ana de los Caballeros (Colômbia), com Jorge Robledo.
- 1540: Fundação da Cartago (Colômbia).
- 1541: Fundação de Antioquia (Colômbia).
- Ele tomou posse de uma encomienda em Cartagena das Índias, que ele concedeu a Sebastián de Belalcázar.
- 1547: Cieza de León participou em missões chefiadas por Pedro de la Gasca em apoio à campanha contra a rebelião monarquista de Gonzalo Pizarro.
- 1548: Ele chegou à "Cidade dos Reis" (atual Lima), onde iniciou sua carreira como escritor e cronista oficial do Novo Mundo. Durante os dois anos seguintes, ele viajou por todo o território peruano, coletando informações interessantes que ele usaria mais tarde para desenvolver seus trabalhos.

## Vida posterior e o destino de seus escritos
Cieza de León voltou para Sevilha, em 1551 e se casou com uma mulher chamada Isabel López de Abreu. Nesta cidade, ele publicou, em 1553, a primeira parte das Crônicas do Peru (Primera Parte). Ele morreu no ano seguinte, deixando o resto de sua obra inédita. Sua segunda parte de Crônicas do Peru, descrevendo os Incas, foi traduzida por Clements Markham e publicado em 1871. Em 1909, a quarta parte de sua crônica, focando as guerras civis entre os conquistadores espanhóis foi publicado sob o título Terceiro Livro do Guerras Civis Peruanas. A terceira parte das Crónicas do Peru, que examinou a descoberta e conquista do Peru pelos espanhóis, foi considerada pelos historiadores estar perdida. O documento, eventualmente, acabou indo parar na biblioteca do Vaticano, e o historiador Francesca Cantù publicou uma versão em espanhol do texto em 1979.

## Significância
Embora as suas obras sejam históricas e narram os acontecimentos da conquista espanhola do Peru e as guerras civis entre os espanhóis, grande parte da sua importância reside em suas descrições detalhadas da geografia, etnografia, flora e fauna. Ele foi o primeiro europeu a descrever algumas espécies animais e legumes nativas peruanas.